# Lijst van Indiase muziekproducenten
De meeste Indiase films zijn musicals.
Noemenswaardige producenten van Indiase filmmuziek zijn: 
| Muziek producent                          | Taal                                                       |
| ----------------------------------------- | ---------------------------------------------------------- |
| A. R. Rahman                              | Hindi, Tamil, Telugu, Malayalam, Engels, Chinees           |
| Aadesh Shrivastava                        | Hindi                                                      |
| Adnan Sami                                | Hindi                                                      |
| Ajay-Atul                                 | Marathi, Hindi                                             |
| Amit Trivedi                              | Hindi                                                      |
| Anand Raj Anand                           | Hindi                                                      |
| Anand-Milind                              | Hindi                                                      |
| Anil Biswas                               | Hindi                                                      |
| Anu Malik                                 | Hindi                                                      |
| Arjun Janya                               | Kannada                                                    |
| Baba Sehgal                               | Hindi                                                      |
| Bappi Lahiri                              | Hindi, Bengaals, Tamil, Kannada, Telugu                    |
| Berny Ignatius                            | Malayalam                                                  |
| Bharathwaj                                | Tamil, Telugu                                              |
| Bhaskar Chandavarkar                      | Hindi                                                      |
| Bhavatharini                              | Tamil, Hindi                                               |
| Bhupen Hazarika                           | Hindi, Assamese                                            |
| C. Aswath                                 | Kannada                                                    |
| C. Ramchandra                             | Hindi                                                      |
| Chakravarthy                              | Kannada, Telugu                                            |
| Chitragupta                               | Hindi                                                      |
| Colonial Cousins                          | Hindi, Tamil                                               |
| Dakshinamurthy                            | Malayalam, Tamil                                           |
| Datta Naik                                | Hindi                                                      |
| Deepak Dev                                | Malayalam, Tamil                                           |
| Devi Sri Prasad                           | Telugu, Tamil, Hindi                                       |
| Deva                                      | Tamil,Hindi                                                |
| Devan Ekambaram                           | Tamil                                                      |
| Dharan                                    | Tamil                                                      |
| Dhina                                     | Tamil                                                      |
| G. Devarajan                              | Malayalam, Hindi                                           |
| G. K. Venkatesh                           | Malayalam, Tamil, Kannada, Telugu                          |
| G. V. Prakash Kumar                       | Tamil, Telugu, Kannada, Hindi                              |
| Gangai Amaren                             | Tamil, Telugu, Kannada                                     |
| Gopi Sundar                               | Malayalam                                                  |
| Ghantasala                                | Telugu, Tamil, Kannada                                     |
| Gurukiran                                 | Kannada, Telugu                                            |
| Hamsalekha                                | Kannada, Tamil, Telugu                                     |
| Harris Jayaraj                            | Tamil, Hindi, Telugu                                       |
| Hemant Kumar                              | Hindi                                                      |
| Himesh Reshammiya                         | Hindi, Tamil                                               |
| Hridaynath Mangeshkar                     | Marathi, Hindi                                             |
| Ilayaraja                                 | Tamil, Telugu, Malayalam, Hindi, Kannada, English, Marathi |
| Imman                                     | Tamil, Telugu                                              |
| Ismail Darbar                             | Hindi                                                      |
| J. V. Raghavulu                           | Telugu                                                     |
| James Vasanthan                           | Tamil                                                      |
| Jassie Gift                               | Malayalam, Tamil, Kannada                                  |
| Jatin-Lalit                               | Hindi, Telugu                                              |
| Johnson                                   | Malayalam, Tamil                                           |
| Joshua Sridhar                            | Malayalam, Tamil, Kannada, Telugu                          |
| K. Kalyan                                 | Kannada                                                    |
| K. V. Mahadevan                           | Tamil, Telugu                                              |
| Kailash-Naresh-Paresh                     | Hindi                                                      |
| Kalyanji Anandji                          | Hindi                                                      |
| Karthik                                   | Tamil                                                      |
| Karthik Raja                              | Tamil, Hindi, Kannada                                      |
| Khayyam                                   | Hindi                                                      |
| Koti                                      | Telugu                                                     |
| Kumar Sanu                                | Hindi                                                      |
| Kunnakudi Vaidyanathan                    | Tamil                                                      |
| L. Vaidyanathan                           | Tamil, Kannada, Telugu, Malayalam                          |
| Lalit Pandit                              | Hindi                                                      |
| Laxmikant Pyarelal                        | Hindi                                                      |
| Leslie Lewis                              | Hindi                                                      |
| M. Jayachandran                           | Malayalam, Tamil                                           |
| M. Ranga Rao                              | Kannada                                                    |
| M. G. Radhakrishnan                       | Malayalam, Tamil                                           |
| M. G. Sreekumar                           | Malayalam, Tamil                                           |
| M. M. Keeravani/M. M. Kreem/Maragathamani | Telugu, Tamil, Hindi, Kannada, Malayalam                   |
| M S Viswanathan                           | Tamil, Malayalam, Telugu                                   |
| Madan Mohan                               | Hindi                                                      |
| Mani Sharma                               | Telugu, Tamil                                              |
| Manikanth Kadri                           | Kannada, Tamil                                             |
| Mano Murthy                               | Kannada                                                    |
| Mithoon Sharma                            | Hindi                                                      |
| Monty Sharma                              | Hindi                                                      |
| Nadeem-Shravan                            | Hindi                                                      |
| Naushad                                   | Hindi                                                      |
| Nitz 'N' Sony                             | Hindi                                                      |
| Nusrat Fateh Ali Khan                     | Hindi                                                      |
| O.P. Nayyar                               | Hindi                                                      |
| Ouseppachan                               | Malayalam, Tamil                                           |
| Pankaj Mullick                            | Hindi                                                      |
| Pendyala Nageswara Rao                    | Telugu, Tamil                                              |
| Prashant Pillai                           | Hindi, Malayalam                                           |
| Pravin Mani                               | Tamil, Telugu, Hindi                                       |
| Premji Amaran                             | Tamil                                                      |
| Pritam Chakraborty                        | Hindi                                                      |
| Rahul Dev Burman                          | Hindi, Bengaals, Tamil, Telugu, Oriya, English             |
| R. P. Patnaik                             | Telugu, Kannada, Tamil                                     |
| Rahul Raj                                 | Telugu, Malayalam                                          |
| Raj-Koti                                  | Telugu, Tamil, Kannada                                     |
| Rajan-Nagendra                            | Kannada, Telugu                                            |
| Ram Lakshman                              | Hindi                                                      |
| Ramana Gogula                             | Telugu, Tamil, Kannada, Hindi                              |
| Ramesh Sippy                              | Hindi                                                      |
| Ramesh Naidu                              | Telugu                                                     |
| Ranjith Barot                             | Hindi                                                      |
| Raveendran                                | Malayalam, Tamil                                           |
| Ravindra Jain                             | Hindi                                                      |
| Roop Kumar Rathod                         | Hindi                                                      |
| Roshan                                    | Hindi                                                      |
| S.D. Burman                               | Hindi                                                      |
| S. P. Balasubramanyam                     | Tamil, Telugu, Kannada                                     |
| S. P. Venkatesh                           | Kannada, Tamil, Telugu, Malayalam                          |
| Saluri Rajeswara Rao                      | Telugu, Tamil, Kannada                                     |
| Sadhu Kokila                              | Kannada                                                    |
| Sagar S                                   | Kannada,Tamil                                              |
| Salil Chowdhury                           | Hindi                                                      |
| Sajid-Wajid                               | Hindi                                                      |
| Sandesh Shandilya                         | Hindi                                                      |
| Sandeep Chowta                            | Hindi                                                      |
| Sanjay Leela Bhansali                     | Hindi                                                      |
| Sanjeev Darshan                           | Hindi                                                      |
| Sankar Ganesh                             | Tamil, Kannada, Telugu                                     |
| Satyam                                    | Kannada, Malayalam, Tamil, Telugu                          |
| Selvaganesh                               | Tamil, Kannada                                             |
| Shankar-Ehsaan-Loy                        | Hindi, Tamil, Telugu, English                              |
| Shankar-Jaikishan                         | Hindi                                                      |
| Shantanu Moitra                           | Bengaals, Hindi                                            |
| Sharreth                                  | Malayalam, Tamil, Telugu                                   |
| Shruti Hassan                             | Tamil, Hindi, Telugu                                       |
| Srinivas                                  | Tamil                                                      |
| Sohail Sen                                | Hindi                                                      |
| Srikanth Deva                             | Tamil                                                      |
| Sukhwinder Singh                          | Hindi                                                      |
| Suresh Peters                             | Malayalam, Tamil                                           |
| T. G. Lingappa                            | Kannada, Tamil, Telugu                                     |
| T. K. Ramamoorthy                         | Tamil, Telugu                                              |
| Thaman                                    | Tamil, Telugu                                              |
| Upendra Kumar                             | Kannada                                                    |
| Usha Khanna                               | Hindi                                                      |
| Uttam Singh                               | Hindi, Tamil                                               |
| V. Harikrishna                            | Kannada, Telugu                                            |
| V Kumar                                   | Tamil                                                      |
| V. Manohar                                | Kannada                                                    |
| V. Ravichandran                           | Kannada                                                    |
| Vidyasagar                                | Tamil, Telugu, Malayalam, Hindi                            |
| Vijay Antony                              | Tamil, Telugu                                              |
| Vijaya Bhaskar                            | Kannada                                                    |
| Viju Shah                                 | Hindi                                                      |
| Vishal Bhardwaj                           | Hindi                                                      |
| Vishal-Shekhar                            | Hindi                                                      |
| Yuvan Shankar Raja                        | Tamil, Telugu, Hindi, Kannada                              |
| Zakir Hussain                             | Hindi                                                      |
| Zubeen Garg                               | Hindi                                                      |